# 斯莫基希尔河
斯莫基希尔河（英語：Smoky Hill River）)是位于北美洲中部大平原的一条河流，长约925公里，流经美国的科羅拉多州和堪薩斯州。